# Terry Fox
Terrance Stanley Fox, detto Terry (Winnipeg, 28 luglio 1958 – Port Coquitlam, 28 giugno 1981), è stato un maratoneta e attivista canadese, attivo nella lotta contro il cancro.
Divenne famoso per la "Maratona della speranza", una corsa effettuata nel 1980 da una costa oceanica all'altra del Canada con una protesi alla gamba destra, che aveva l'obiettivo di raccogliere fondi per la ricerca contro il cancro.

## Biografia
Nacque a Winnipeg in Canada da Betty e Rolly Fox. Aveva due fratelli, Fred e Darrell, e una sorella, Judith.
Fin da ragazzo ebbe una predisposizione per gli sport, ma soprattutto mostrò grande determinazione e forza di volontà. Praticò la pallacanestro, divenendo la guardia titolare per la squadra della sua scuola secondaria, il Port Coquitlam Ravens, e il nuoto. Desiderava diventare insegnante di educazione fisica: preso il diploma presso la Port Coquitlam Senior Secondary School (ribattezzata in seguito, in suo onore, "Terry Fox Secondary School"), intraprese lo studio della chinesiologia all'università.

Il 12 novembre 1976, Terry subì un incidente stradale riportando un trauma al ginocchio destro. Nel 1977, continuando a manifestare dolore al ginocchio, fece una visita specialistica, e gli fu diagnosticato un osteosarcoma, a causa del quale dovette subire l'amputazione della gamba destra, sostituita da una protesi.

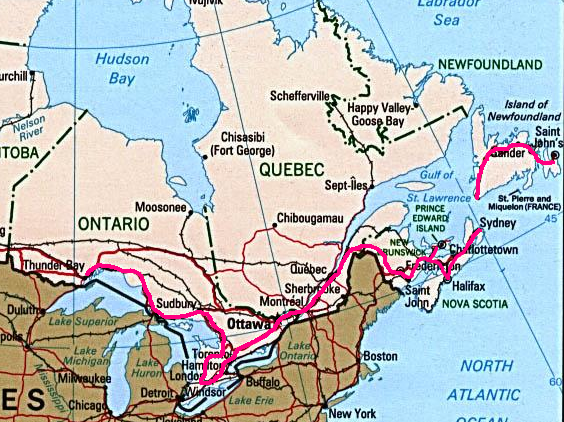
Il percorso di Fox attraverso il Canada orientale

Nel 1980, a tre anni dall'amputazione, si cimentò in un'impresa che resterà nella storia del Canada e non solo. Il 12 aprile 1980 partì dalla costa atlantica del Canada per raggiungere a piedi quella dell'oceano Pacifico, con l'obiettivo di raccogliere un dollaro per ogni cittadino canadese da devolvere alla lotta contro il cancro.
Come nella classica maratona, corse ogni giorno per 42 chilometri, attraversando Terranova, la Nuova Scozia, l'Isola del Principe Edoardo, il Nuovo Brunswick, il Québec e l'Ontario. L'impresa fu nominata "Maratona della speranza" e purtroppo non si completò mai perché, dopo 143 giorni e 5373 chilometri, il primo settembre 1980, presso Thunder Bay, dovette interrompere la sua impresa perché gli furono diagnosticate varie metastasi ad entrambi i polmoni.
Sebbene la corsa non fosse stata terminata, la CTV organizzò una raccolta di fondi a suo nome che riscosse un notevole successo. Un anno dopo la sua impresa entrò in coma. Morì il 28 giugno 1981, esattamente un mese prima di compiere 23 anni. I suoi funerali furono trasmessi in diretta televisiva e fu seppellito al Port Coquitlam Cemetery.
Un sondaggio nazionale del 1999 lo nominò il più grande eroe del Canada e nel 2004 fu secondo dietro a Tommy Douglas nel programma The Greatest Canadian della CBC.
Dopo la sua morte fu istituita la "Terry Fox Run", una corsa non competitiva che nel settembre di ogni anno si svolge in varie località con lo scopo di tenere viva la memoria di Terry Fox raccogliendo fondi per la ricerca oncologica. In seguito Steve Fonyo, sopravvissuto al cancro, percorse con la gamba sinistra amputata la distanza che mancava a Terry per finire la sua "Maratona della speranza".

## Fondazione
Oltre a scuole, statue, vie e manifestazioni benefiche in varie città, il lascito più importante dell'esperienza di Terry Fox è la fondazione che prosegue il suo obiettivo nella lotta contro il cancro.
La Fondazione Terry Fox fino al 2018 ha raccolto oltre 750 milioni di dollari devoluti in progetti di ogni tipo.